# Mariano Bainotti
Mariano Bainotti (n. el 26 de febrero de 1979, San Basilio, Provincia de Córdoba (Argentina) es un piloto argentino de automovilismo de velocidad, actualmente retirado. Compitió, entre otras categorías, en Fórmula Renault Argentina, Fórmula Súper Renault Argentina y TC 2000.

## Resultados

### Turismo Competición 2000
| Año  | Equipo                   | Auto                 | 1    | 2   | 3     | 4     | 5   | 6    | 7   | 8    | 9      | 10     | 11  | 12    | 13    | 14    | Res. | Puntos |
| ---- | ------------------------ | -------------------- | ---- | --- | ----- | ----- | --- | ---- | --- | ---- | ------ | ------ | --- | ----- | ----- | ----- | ---- | ------ |
| 2001 |                          |                      | RAF  | RC  | BB    | SJU I | PAR | BA I | OBE | AG I | SJO    | SJU II | MDA | RES   | AG II | BA II | 30°  | 2      |
| 2001 | Crespi Competición       | Chevrolet Vectra II  | 9    | Ex. | Ret   | 12    | Ret | Ret  |     |      |        |        |     |       |       |       | 30°  | 2      |
| 2001 | Bini Special Team        | Chevrolet Vectra II  |      |     |       |       |     |      |     |      | Ret    | 16     |     |       |       |       | 30°  | 2      |
| 2002 |                          |                      | GR   | RC  | SJU I | BB    | RES | OBE  | AG  | SAL  | SJU II | PAR    | BA  | SRA   | PIG   | MDP   | 14°  | 23     |
| 2002 | GF Motorsport            | Mitsubishi Lancer VI |      |     |       | 10    | 7   | 8    | Ex. | 18†  |        | 2      | 16  | 12    | 12    | Ret   | 14°  | 23     |
| 2003 |                          |                      | SL I | GR  | TRE   | SJU   | BB  | OBE  | RC  | SAL  | RES    | SR     | BA  | SL II | AG    | MDP   | 18°  | 15     |
| 2003 | Alisi Honda Racing       | Honda Civic VI       | Ret  | 13  | 11    | Ret   |     | 16   | 15  | 3    | 10     | 9      | Ret | NL    | Ret   | Ret   | 18°  | 15     |
| 2004 |                          |                      | GR   | VIE | SJU   | PAR   | SL  | OBE  | AG  | CON  | RC     | SRA    | BB  | BA    | RAF   | MDP   | 18°  | 13     |
| 2004 | Sportteam Competición    | Volkswagen Bora      | 8    | 7   | Ret   | 10    | 17† |      |     |      |        |        |     |       |       |       | 18°  | 13     |
| 2004 | Rosario Racing           | Honda Civic VI       |      |     |       |       |     |      |     |      | 7      | 10     | Ret | 12    | 16†   |       | 18°  | 13     |
| 2005 |                          |                      | BA I | PAR | VIE   | SJU   | OLA | AG   | CUR | OBE  | RAF    | SRA    | CON | BA II | SL    | GR    | 18°  | 20     |
| 2005 | Bainotti Honda Racing    | Honda Civic VI       | Ret  | 7   | 7     | Ret   | Ret | 5    |     | Ret  | 8      | 18     | 10  | 16    | 20†   | 16    | 18°  | 20     |
| 2006 |                          |                      | BA I | OLA | CR    | VIE   | SFE | SJU  | SRA | RES  | CUR    | SMM    | GR  | BA II | OBE   | PAR   | 29°  | 2      |
| 2006 | Bainotti Racing Team     | Honda Civic VI       | Ret  | 18  | 15    | NL    | Ret | 13   | 10  | Ret  | 13     | Ret    | 10  | Ret   | 15    | Ret   | 29°  | 2      |
| 2007 |                          |                      | CR   | GR  | BB    | SMM   | SJU | SP   | AG  | SFE  | SRA    | VIE    | BA  | OBE   | SL    | PDE   | -    | 0      |
| 2007 | Honda Racing Dowen Pagio | Honda Civic VII      |      |     |       |       |     |      |     |      |        | Ret    |     |       |       |       | -    | 0      |

#### Copa TC 2000
| Año  | Equipo             | Auto                | 1   | 2   | 3   | 4     | 5   | 6    | 7   | 8    | 9   | 10     | 11  | 12  | 13    | 14    | Res. | Puntos |
| ---- | ------------------ | ------------------- | --- | --- | --- | ----- | --- | ---- | --- | ---- | --- | ------ | --- | --- | ----- | ----- | ---- | ------ |
| 2001 |                    |                     | RAF | RC  | BB  | SJU I | PAR | BA I | OBE | AG I | SJO | SJU II | MDA | RES | AG II | BA II | 10°  | 37     |
| 2001 | Crespi Competición | Chevrolet Vectra II | 2   | Ex. | Ret | 3     | Ret | Ret  |     |      |     |        |     |     |       |       | 10°  | 37     |
| 2001 | Bini Special Team  | Chevrolet Vectra II |     |     |     |       |     |      |     |      | Ret | 4      |     |     |       |       | 10°  | 37     |